# Erich Hasenkopf
Erich Hasenkopf (1935. február 20. – 2021. július 12.) válogatott osztrák labdarúgó, hátvéd.

## Pályafutása

### Klubcsapatban
1956 és 1964 között a Wiener SC labdarúgója volt, ahol két bajnoki címet nyert a csapattal. 1965 és 1967 között a Helfort Wien együttesében fejezte be az aktív labdarúgást.

### A válogatottban
1956 és 1964 között 31 alkalommal szerepelt az osztrák válogatottban.

## Sikerei, díjai
Wiener SC
- Osztrák bajnokság
  - győztes (2): 1957–58, 1958–59